# Vrhovlje pri Kožbani
Vrhovlje pri Kožbani é um assentamento localizado no município de Brda na Eslovênia. Possuía uma população estimada de 19 habitantes em 2020.